# ルコックスポルティフ
ルコックスポルティフ（フランス語: Le Coq Sportif）は、スポーツウェアおよびスポーツグッズのブランドおよびそれを製造・販売するフランスの会社である。le coq（ルコック）は雄鶏を意味する（le はフランス語で男性を表す冠詞）。

## 概要
前身はフランスの一地方で始められたメリヤス工業で、1882年に創業された。フランスで最も古いスポーツブランドである。1948年から鶏のマークを付けることになった。
鶏はフランスの国鳥であり、フランスに移住してきたガリア人の旗印でもあった（フランスサッカー協会、フランスラグビー協会のエンブレムにも使用）。
現在はサッカー、テニス、ゴルフ用のシューズやウェアを中心に、一般用のスニーカーやカジュアルウェア、アクセサリなどを製造している。スポーツ以外では看護師用のウェアやシューズも手がけている。
ツール・ド・フランスにおいては1950年代から約40年にわたりリーダージャージのサプライヤーを務めていた。1990年代からは他のメーカーにサプライヤーの座を譲ったが、2012年に復帰、アモリ・スポル・オルガニザシオン (ASO) 主催のステージレースのすべてでリーダージャージを供給している。

## 日本での展開
日本には1981年に進出。1990年12月にデサントがサラガン社（スイス）より日本を含む極東及び東南アジア諸国におけるルコックスポルティフの商標権を取得した。

## キャラクター
- ルコック社のゴルフブランドのキャラクターとして、顔は鶏、体は人間の形をしたルコック4世（通称ルコックくん）がいる。同社の4代目御曹司を自称しており、「Love Golf」をモットーにファシリテーターとして、ゴルフ店の一日店長やゴルフ関連のイベントに顔を出すなどの活動をしている[2]。

## オフィシャルスポンサー

### サッカー
- ASサンテティエンヌ
- ACFフィオレンティーナ
- ホメンメン・ベイルート（英語版）
- FCセヴァストポリ

### ラグビーユニオン
- ラグビータヒチ代表（英語版）
- ラグビーフランス代表
- ラシン92 (ラグビー)

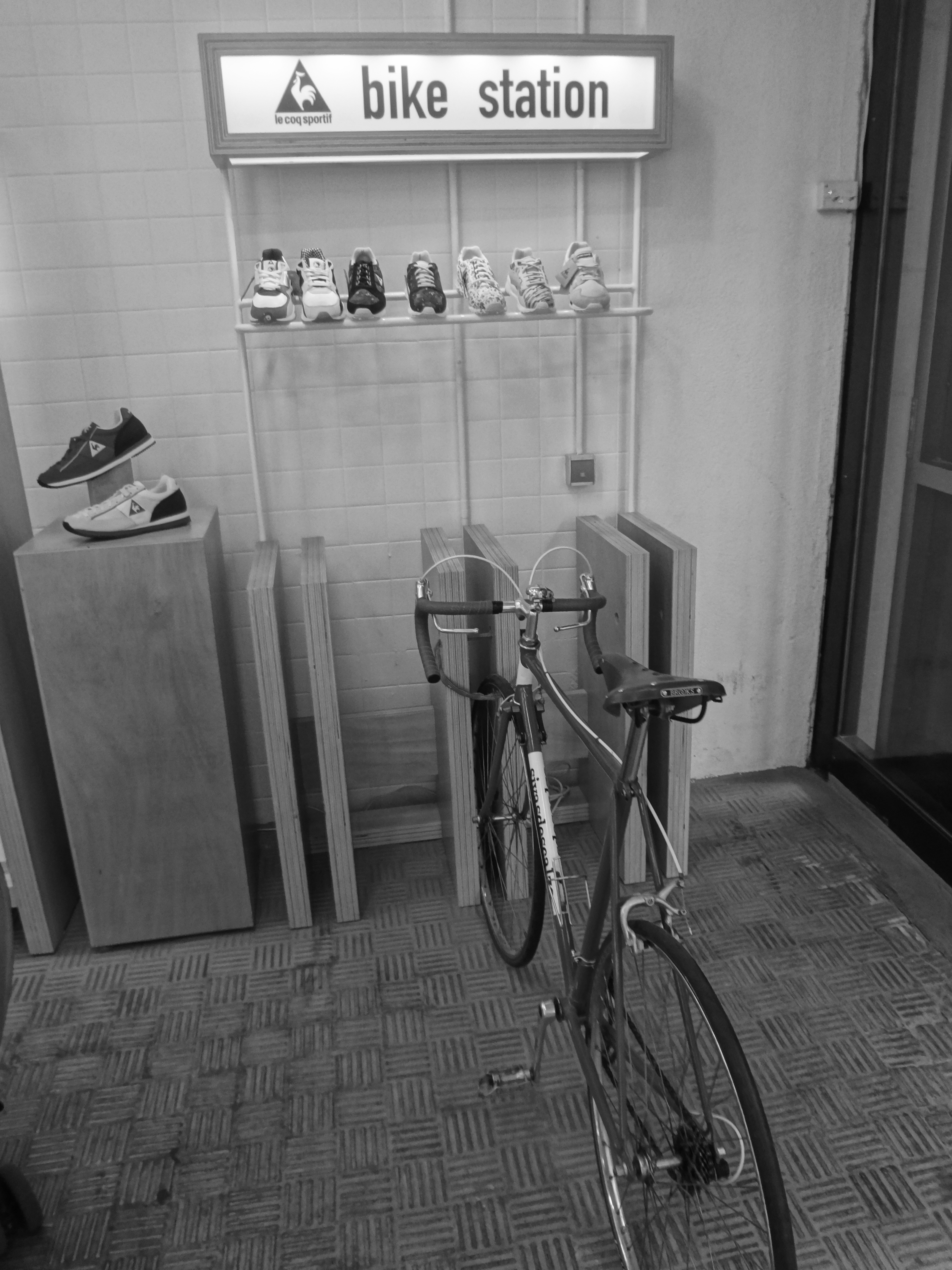
Le Coq Sportif Madrid

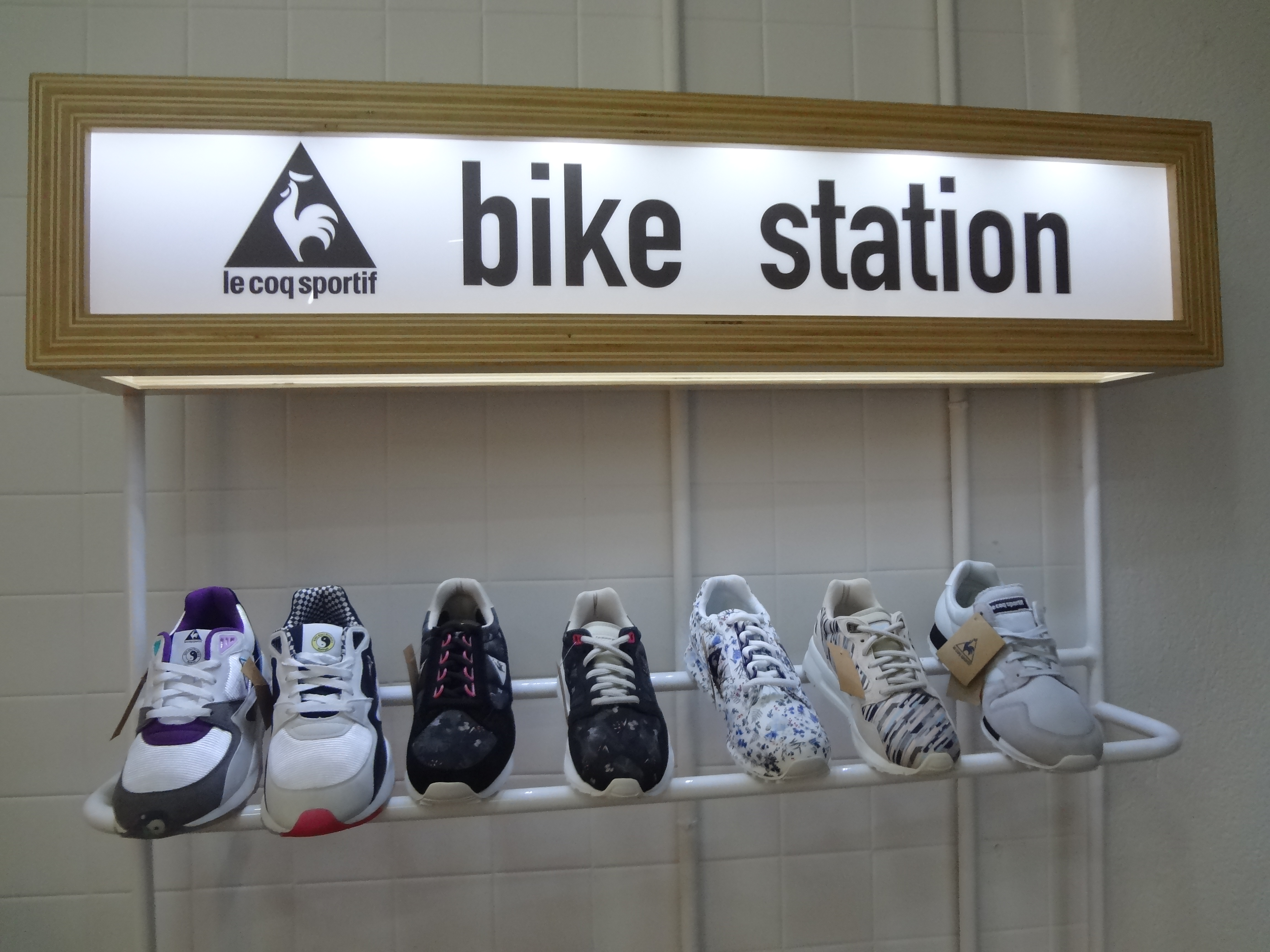
Le Coq Sportif Madrid

## ギャラリー

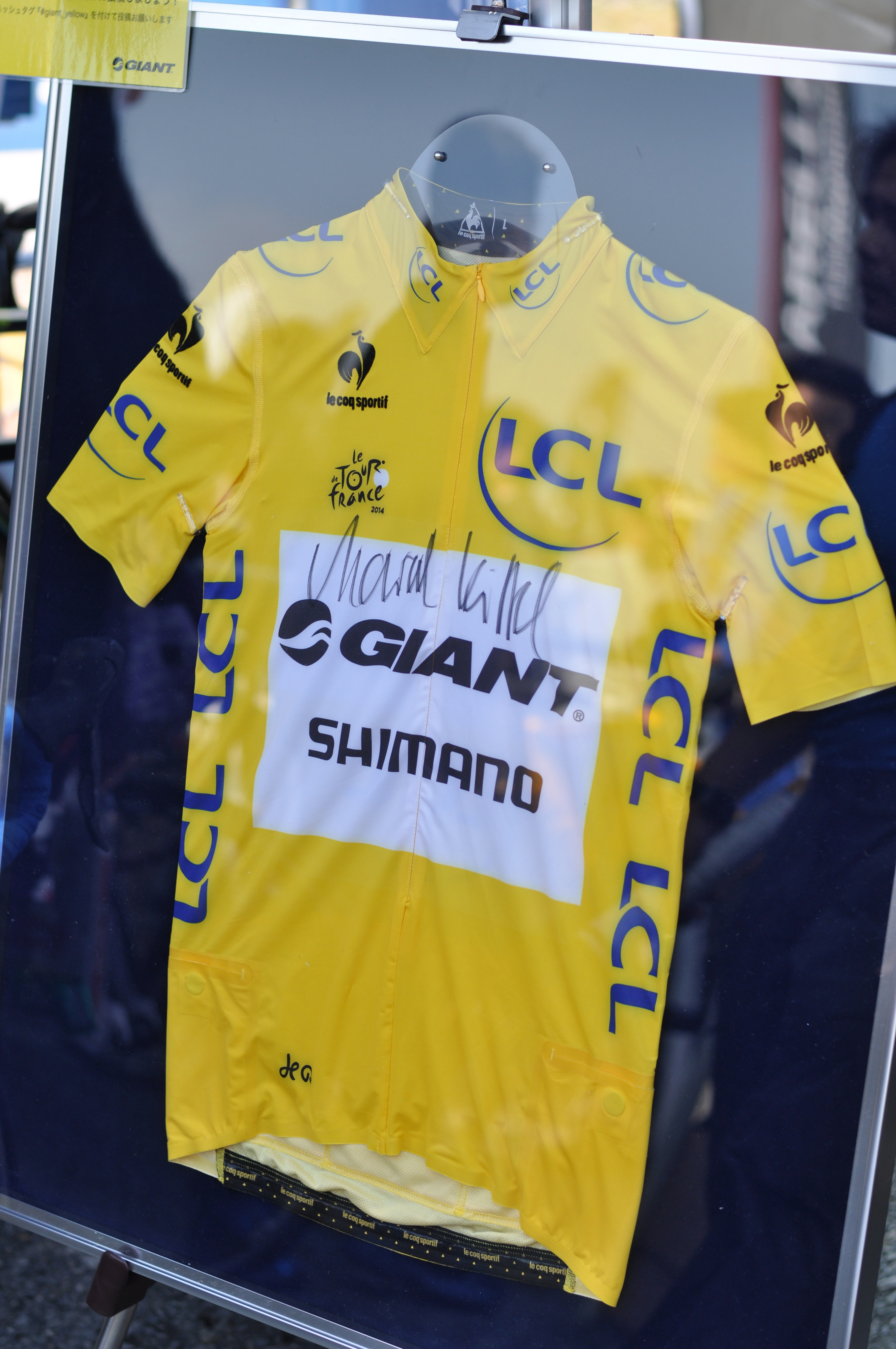
ツール・ド・フランス2014でマルセル・キッテルが獲得したマイヨジョーヌ
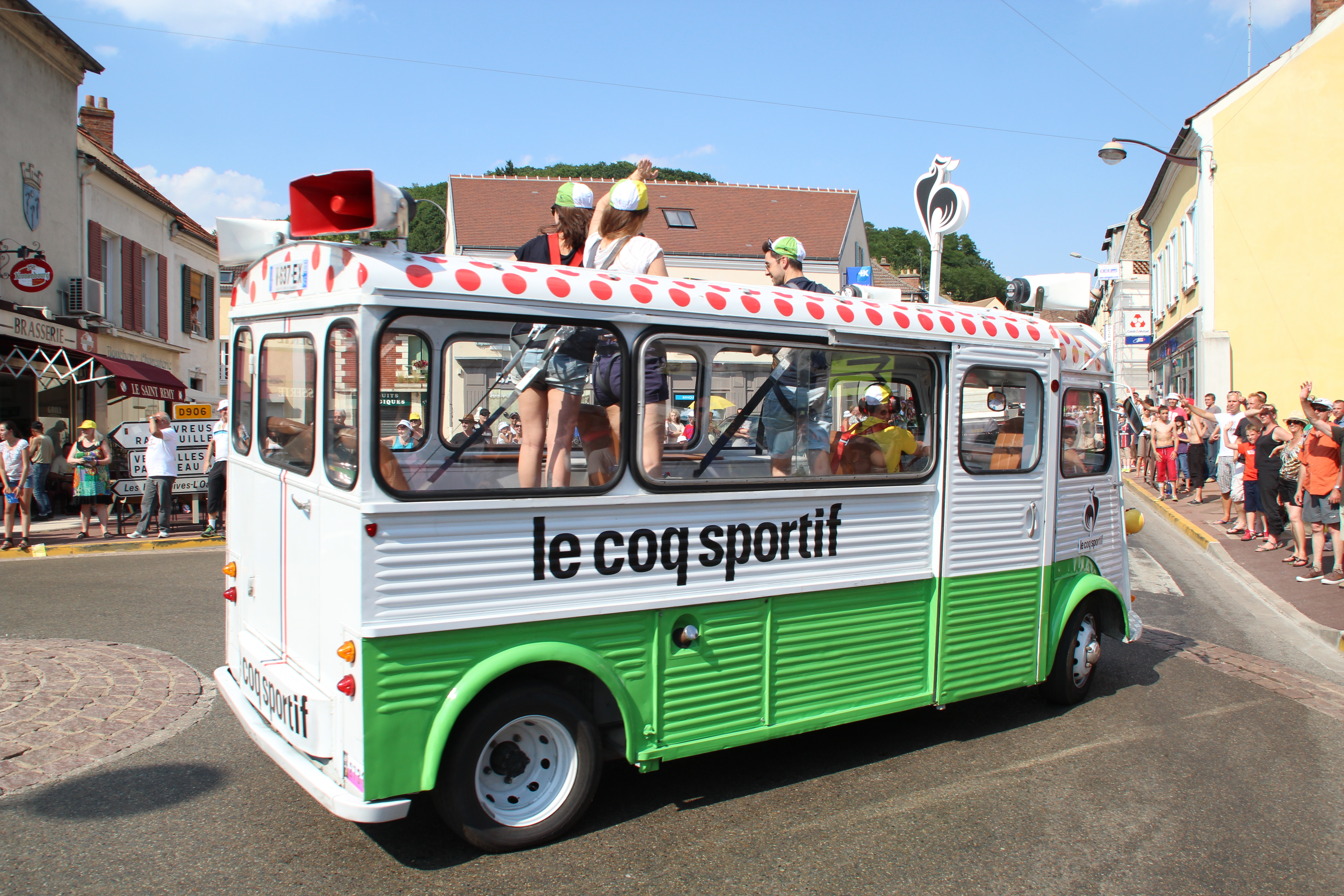
ルコックスポルティフのラッピングカー